# Audrey Williamson
Audrey Doreen Swayne Williamson (-Mitchell) (* 28. September 1926 in Bournemouth; † 29. April 2010 in Rhos-on-Sea, Nordwales) war eine britische Leichtathletin, die 1948 eine olympische Silbermedaille gewann.
Williamson nahm an den XV. Olympischen Sommerspielen 1948 in London teil. Nachdem sie ihren Vorlauf in 25,4 Sekunden gewonnen hatte, lieferte sie sich im Halbfinale mit der Australierin Shirley Strickland ein enges Rennen, beide wurden mit 24,9 Sekunden auf Rang 1 gesetzt. Im Finale siegte die Niederländerin Fanny Blankers-Koen in 24,4 Sekunden vor Williamson in 25,1 Sekunden, die Bronzemedaille erhielt die US-Amerikanerin Audrey Patterson auf Platz 3 vor Shirley Strickland.